# 准摂政
准摂政（じゅんせっしょう）は、摂政に準じて天皇の代行を行う権限、またはその権限を与えられた者を指す名称。摂政と異なり、官職ではない。

## 概要
摂政は天皇が幼少・女性等であるといった際に設置される官職であり、関白は成人した天皇の補佐として設置された。摂政は官奏・叙位・任官を直廬（御所内に設置された個人の居室）において行い、天皇と同様に詔書の御画可（詔書に「可」の字を書き込み、これを承認すること）ことができるが、関白はあくまで天皇の補佐役であり、天皇の行為を代行することまではできなかった。しかし成人した天皇が病気等の理由で政務が取れなくなることがあり、その際に天皇に代わって官奏を直廬において見る権限が与えられたのが准摂政である。最初に准摂政宣下を受けたのは藤原実頼であり、冷泉天皇の病悩のためであるとされた。
摂政・関白は陣定の一上になることはできないが、准摂政は可能であった。藤原道長が三条天皇からの関白就任要請を辞退し、准摂政については受諾したのはこのためであると見られる。以降は摂政就任者が関白へと移行する際に准摂政宣下を受けることが多くなった。

## 准摂政辞令（宣旨）の例
1. 摂政藤原忠通、関白へ異動に伴い、准摂政宣旨（奉者：大外記）※「本朝世紀」所載
正二位行権大納言藤原朝臣宗能宣、奉　勅、除目等雑事、宜令関白准摂政儀行之者
久安六年十二月九日　大炊頭兼大外記主殿助助教加賀権介中原朝臣師兼　奉
（訓読文）正二位行権大納言（中御門）藤原朝臣宗能宣（の）る。勅（みことのり）を奉（うけたまわ）るに、除目（じもく）等雑事、宜しく関白をして摂政儀に准じ、之（これ）を行はしむべし者（てへり）。久安六年十二月九日　大炊頭兼大外記主殿助助教加賀権介中原朝臣師兼　奉（うけたまわ）る。
2. 摂政近衛家実、関白へ異動に伴い、准摂政宣旨（奉者：左大史）※「猪熊関白記」所載
参議左大弁藤原朝臣長兼伝宣、権大納言藤原朝臣道経宣、奉　勅、官奏等雑事、宜令関白准摂政儀行之者
建永二年（元年の誤記）十二月八日　修理東大寺大仏長官主殿頭兼左大史但馬権介小槻宿禰国宗
（訓読文）参議左大弁（八条）藤原朝臣長兼伝へ宣（の）る。権大納言（北小路）藤原朝臣道経宣（の）る。勅（みことのり）を奉（うけたまわ）るに、官奏（かんそう）等雑事、宜しく関白をして摂政儀に准じ、之（これ）を行はしむべし者（てへり）。建永二年（元年の誤記）十二月八日　修理東大寺大仏長官主殿頭兼左大史但馬権介小槻宿禰国宗　（「奉」の字が脱）

## 准摂政宣下者一覧
| 氏名・年齢    | 宣下年月日                | 天皇                  | 事由                                                                     | 辞退年月日                 | 事由 |
| ------------- | ------------------------- | --------------------- | ------------------------------------------------------------------------ | -------------------------- | --- |
| 藤原実頼 68歳 | 967年（康保4年）8月19日   | 冷泉天皇              | 冷泉天皇の病気による。内覧とともに宣下。                                 | 969年（安和2年）8月13日    | 円融天皇の即位に伴う摂政就任。 |
| 藤原道長 50歳 | 1015年（長和4年）10月27日 | 三条天皇              | 三条天皇の眼疾の悪化による。左大臣正二位、995年（長徳元年）5月以来内覧。 | 1016年（長和5年）1月29日   | 後一条天皇即位に伴う摂政就任。 |
| 藤原頼通 28歳 | 1019年（寛仁3年）12月28日 | 後一条天皇            | 摂政から関白に異動に伴い（同年12月22日）に伴い、准摂政宣下。             |                            | 1021年（寛仁5年）1月7日、従一位。同年7月25日、左大臣。同年8月10日、太政大臣の下列座。1061年（康平4年）12月21日、太政大臣（一座）。1062年（康平5年）9月2日、太政大臣辞任。1068年（治暦4年）4月16日、関白辞官。 |
| 藤原師実 49歳 | 1090年（寛治4年）12月20日 | 堀河天皇              | 摂政から関白に異動に伴い、准摂政宣下。                                   | 1094年（寛治8年）3月8日    | 関白辞官。 |
| 藤原忠通 33歳 | 1129年（大治4年）7月1日   | 崇徳天皇              | 摂政から関白に異動に伴い、准摂政宣下。                                   | 1141年（永治元年）12月7日  | 摂政従一位 |
| 藤原忠通 54歳 | 1150年（久安6年）12月9日  | 近衛天皇              | 摂政から関白に異動に伴い、准摂政宣下。                                   | 1158年（保元3年）8月11日   | 関白辞官 |
| 松殿基房 29歳 | 1172年（承安2年）12月28日 | 高倉天皇              | 摂政から関白に異動(同年12月27日）に伴い、准摂政宣下。                    | 1179年（治承3年）11月17日  | 治承三年の政変による解官 |
| 九条兼実 43歳 | 1191年（建久2年）12月17日 | 後鳥羽天皇            | 摂政から関白に異動に伴い、准摂政宣下。                                   | 1196年（建久7年）11月25日  | 建久七年の政変による関白罷免 |
| 近衛家実 28歳 | 1206年（建永元年）12月8日 | 土御門天皇            | 摂政から関白に異動に伴い、准摂政宣下。                                   |                            | 1207年（建永2年）1月5日、従一位。同年1月30日、左大臣辞任。1221年（承久3年）4月20日、関白辞官。 |
| 近衛家実 45歳 | 1223年（貞応2年）12月14日 | 後堀河天皇            | 摂政から関白に異動に伴い、准摂政宣下。                                   | 1228年（安貞5年）12月24日  | 関白辞官 |
| 鷹司兼平 27歳 | 1254年（建長6年）12月2日  | 後深草天皇            | 摂政から関白に異動に伴い、准摂政宣下。                                   | 1261年（文応2年）4月29日、 | 関白辞官 |
| 鷹司兼平 51歳 | 1278年（弘安元年）12月7日 | 後宇多天皇            | 摂政から関白に異動に伴い、准摂政宣下。                                   | 1287年（弘安10年）8月11日  | 1286年（弘安9年）12月12日（11日）、辞兵杖。1287年（弘安10年）8月11日、止関白。 |
| 二条兼基 33歳 | 1300年（正安2年）12月16日 | 後伏見天皇 後二条天皇 | 摂政から関白に異動に伴い、准摂政宣下。                                   | 1305年（嘉元3年）4月12日   | 関白辞官 |
| 鷹司政通 58歳 | 1846年（弘化3年）1月26日  |                       | 仁孝天皇急逝のため准摂政宣下。関白太政大臣従一位。                       | 1846年（弘化3年）2月13日   | 孝明天皇践祚による。官位変動なし。 |

※月日旧暦